# Paulig
Paulig Group (вимовляється Пауліг груп) — фінська компанія, відомий виробник кави. Штаб-квартира компанії розташована в Гельсінкі.

## Історія
Компанія заснована в 1876 році Густавом Паулігом, що приїхав до Фінляндії із німецького Любека. Спочатку фірма займалась імпортом у Фінляндію і продажем колоніальних товарів і бакалеї: кави, спецій, портвейну, коньяку, солі, борошна та ін. З 1904 року компанія почала займатися обжарюванням кави на спеціальному складі в Гельсінкі.

## Власники і керівництво
Власники компанії — сім'я Пауліг. Керівний директор — Пекка Пірінен.

## Діяльність
Компанія спеціалізується на обжарці натуральної кави (65 % ринку Фінляндії на 2009 рік, цим напрямком займається дочірня компанія Gustav Paulig Ltd), виробництві рідкого шоколаду, спецій, продуктів етнічної кухні. Paulig Group веде діяльність на ринках Північної Європи, в країнах Балтії, в Росії в Україні і в Білорусі.

### Показники діяльності
Чисельність персоналу компанії — 1850 чоловік (2009 рік). Виторг Paulig Group за 2008 рік склала 700 млн євро.

### Paulig Group в Україні
В Україні кава продається через мережу супермаркетів, в тому числі через мережу Екомаркет.[джерело?]